# Bazil Marian
Bazil Marian (n. 7 noiembrie 1922, Ocna Mureș, România – d. 19 ianuarie 2008, București, România) a fost un antrenor român de fotbal (Dinamo București și Rapid București), care a îndeplinit funcția de selecționer al echipei naționale de fotbal a României (ianuarie - martie 1967).
A fost unul dintre cei mai valoroși jucători români de fotbal din anii 1940.

## Biografie
A început să joace fotbal de la vârsta de 11 ani, când s-a legitimat la Solvay Uioara. În 1938 a trecut la Victoria Cluj, unde a debutat în prima divizie (24 septembrie 1939, Victoria - Venus 2-1). S-a transferat la Mica Brad pentru un sezon, 1940-1941, după care ajunge să evolueze la Carmen București între 1941-1947. Ca urmare a desființării echipei lui Mociorniță de către sistemul comunist, ajunge la CFR București (devenită în 1950 Locomotiva), club la care va evolua până la finalul carierei.
Ca antrenor, a lucrat mai întâi ca secund, la Locomotiva (Rapid). Ajunge apoi antrenor principal la Jiul Petroșani, pe care reușește să o promoveze în prima divizie. A funcționat apoi ca antrenor federal, ocupându-se de pregătirea naționalei de tineret. Din 1967 a mai antrenat la Dinamo București, Farul Constanța, FC Argeș, Rapid București. Din 1973 ajunge antrenor în Algeria, la echipele V.O. Boufarik și J.S.K. Tizi-Ouzou. Reîntors în țară în 1975, își reia munca în cadrul clubului Rapid, iar din 1979 lucrează din nou în colectivul tehnic al F.R.F., ca antrenor zonal și observator federal. După 1989 s-a retras din activitate.

## Palmares
Jucător
- Divizia A: 
  - vicecampion: 1947 (Carmen București), 1950 (Locomotiva București)

Antrenor
- Cupa României: 
  - câștigător: 1968 (Dinamo București), 1972 (Rapid București)
  - finalist 1969 (Dinamo București)